# 常州学派
常州学派（じょうしゅうがくは）は、中国清代の儒学において漢代今文経学を重視する学派。創始した荘存与・劉逢禄らが常州の人であったためこの名がある。また、今文経重視を掲げているので今文学派の呼称もある。さらに、漢代今文学のなかでも『春秋公羊伝』に基づく董仲舒や何休の公羊学を重視したので、公羊学派（くようがくは）とも言われる。
常州学派の創始者である荘存与は今文経学の重視を提唱し、家学として甥の荘述祖や外孫の劉逢禄に伝えた。劉逢禄は『春秋公羊伝』に精通し、後漢の何休の『公羊解詁』に基いて六経に込められた孔子の微言大義を明らかにすることを目指し、常州学派の基礎を築いた。
劉逢禄の業を受けた魏源や龔自珍は、嘉慶・道光年間、公羊学に基づき経世致用の学を提唱し、政治改革の主張を行っている。魏源は劉逢禄が何休を重視したのに対して、前漢に遡って董仲舒こそ孔子の微言を明らかにしているとした。
光緒に至ると、廖平（りょうへい）が、古文経を劉歆の偽作として斥け、孔子を改制者として位置づける主張を行い、康有為はその影響を受けて『新学偽経考』（1891年）や『孔子改制考』（1897年）といった著作を発表した。『新学偽経考』で古文経学を劉歆が、王莽が漢朝を簒奪し新朝を建国するのを助けるために偽作した新学にすぎないと主張した。『孔子改制考』では六経をすべて孔子の創作とし、孔子が乱世救済のために古代の堯・舜に仮託して制度改革の思想を込めたのだとした。考証学など古文学派がイメージする学者・教育家としての孔子像を思想家・改革者へと変えた。
公羊学は康有為たちの変法運動の理論的根拠となり、清末の社会思潮に大きな影響を及ぼした。また学問上、古文経伝に対する懐疑を打ち出したことが、経書自体の懐疑へと向かい、顧頡剛を始めとする疑古派の歴史観を生むことになった。